# Драгољуб Јаношевић
Драгољуб Јаношевић (Београд, 8. јул 1923 — Београд, 30. мај 1993) био је српски шахиста и новинар, уредник шаховског одељка листа Спорт. Постао је међународни мајстор шаха 1964. а велемајстор 1965. године.

## Запажени резултати
- Београд 1958. — реми против 15-годишњег Бобија Фишера[1]
- Београд 1962 — 3. место
- Сарајево 1966 — 7. место
- Харахов 1966 — 2. место
- Венеција 1967. — 4. место
- Солинген 1968. — 3. место
- Вршац 1969. — 1. место
- Амстердам 1970. — 7. место
- Бари 1970. — 1. место
- Нетанија 1971. — 14. место
- Кикинда 1973. — 1. место
- Мадона ди Кампиљо 1974 — 2. место

Јаношевић је остварио појединачне победе над светским шампионима Михаилом Ботвиником, Михаилом Таљем, Тиграном Петросијаном и Фишером. Победио је и познате велемајсторе попут Дејвида Бронштајна и Бента Ларсена.

## Аутор књиге
- Петар Трифуновић, Светозар Глигорић, Рудолф Марић, Драгољуб Јаношевић: Југословенско шаховско стваралаштво, Шаховски информатор, Београд, 1976.